# Edward, mein Sohn
Edward, mein Sohn (Originaltitel: Edward, My Son) ist ein von MGM in Großbritannien produziertes Filmdrama aus dem Jahr 1949. Als Vorlage diente das gleichnamige, seinerzeit sehr erfolgreiche britische Bühnenstück von Robert Morley und Noel Langley. Der titelgebende Edward, Sohn der Hauptfigur Arnold Boult, ist in dem Film niemals zu sehen.

## Handlung
1919: Der Versicherungsangestellte Arnold Boult, ein in London lebender Kanadier, und seine Frau Evelyn begehen den ersten Geburtstag ihres Sohnes Edward. Der Hausarzt Dr. Larry Woodhope, der Evelyn verehrt, und Harry Simpkin feiern mit. Sie alle trinken auf das Wohl des Sprösslings. Arnold will zusammen mit Harry ins Ratenkaufgeschäft einsteigen. Evelyn traut dem Geschäftspartner nicht so recht, weil der erst frisch aus dem Gefängnis kommt.
1924: Die Ärzte stellen bei Edward eine Hüftgelenkskrankheit fest. Da Arnolds Firma pleite ist, besorgt er sich das nötige Geld durch Versicherungsbetrug, er legt Feuer.
1930: Mit skrupellosen Tricks ist Arnold zu Geld gekommen, er ist mittlerweile Millionär. Edward besucht ein exklusives Internat, steht aber vor dem Rauswurf. Sein Vater regelt das auf seine Weise, er erpresst den Direktor Mr. Hanray mit Schuldscheinen des Internats, die er seinerzeit bei der Einschulung seines Sohnes aufgekauft hatte.
1935: Evelyn ist auf dem Sprung zum Bahnhof, sie will mit Edward in die Schweiz zum Skilaufen. Dr. Woodhope kommt vorbei und sie reden über den Jungen. Der ist mittlerweile 16, leichtsinnig, mit einer Vorliebe für Portwein. Evelyn und der Doktor gestehen sich ihre Liebe, aber sie bleibt bei Arnold aus Sorge um ihren Sohn. Arnold ist mittlerweile Lord geworden. Simpkin, der wieder im Gefängnis gesessen hatte, sucht ihn auf und bittet um Hilfe. Aber er erhält nur Ausflüchte und stürzt sich schließlich in seiner Verzweiflung in den Tod. Arnold hat nur Sorge, er könne mit dem Selbstmord in Verbindung gebracht werden.
Um seine Privatsekretärin Eileen Perrin mehr an sich zu binden – sie weiß zu viel von seinen Geschäften – macht Arnold sie zu seiner Geliebten. Als er nach einem Jahr erfährt, dass Evelyn ihn von einem Detektiv beschatten lässt und sich von ihm scheiden lassen will, beendet er das Verhältnis. Eileen verkraftet das nicht und bringt sich mit einer Überdosis Tabletten um. Evelyn wiederum ist entschlossen, sich von ihrem Mann zu trennen. Arnold ist dagegen und greift zu seiner bekannten Strategie: Er erpresst seine Frau. Er wolle einen Riesenskandal veranstalten wegen ihrer Liebe zu Dr. Woodhope. Der war mittlerweile zum Leiter eines Krankenhauses aufgestiegen und würde durch den Skandal kompromittiert. Da gibt Evelyn nach.
1939: Dr. Woodhope kommt nach langer Zeit wieder in das Haus der Boults. Er trifft auf eine Evelyn, die angefangen hat zu trinken. Edwards Verlobte verabschiedet sich gerade. Der junge Mann nimmt das aber nicht so genau, er hat nebenher noch eine Freundin, und die ist von ihm schwanger. Arnold möchte die Sache wie üblich mit Geld regeln, aber die junge Frau lehnt stolz ab.
1941: Es ist Krieg, und Edward hat als Pilot seine Crew bei einem riskanten Flugmanöver mit in den Tod gerissen. Evelyn sieht krank aus, nur der Alkohol ist ihr geblieben. Arnold aber ist immer noch stolz auf seinen Sohn und glaubt den leeren Phrasen seines Kommandeurs, der von einer „geborenen Führerpersönlichkeit“ gesprochen hatte.
1946: Evelyn ist schon ein Jahr tot. Lord Arnold Boult fühlt sich allein in seinem großen Haus. Er hat herausgefunden, dass Edwards Freundin ihr Kind seinerzeit gesund zur Welt gebracht hat. Entbunden hat sie Dr. Woodhope. Den sucht er nun auf, um den Aufenthaltsort seines Enkels zu erfahren und ihn zu sich zu holen, doch der Arzt schweigt. Schließlich holt die Vergangenheit Arnold doch noch einmal ein. Er muss wegen der Brandstiftung ins Gefängnis, und auch ein Verfahren wegen Bilanzfälschung droht ihm. Aber er ist der Meinung, alles in seinem Leben immer richtig getan zu haben.

## Hintergrund
Robert Morley, einer der Autoren des Theaterstücks, war auch Schauspieler. Er war 1939 für den Oscar als Bester Nebendarsteller im Film Marie Antoinette nominiert. Bei der Aufführung seines Theaterstücks auf der Londoner Bühne hatte er in der Hauptrolle großen Erfolg.
Die Dreharbeiten fanden im Sommer 1948 statt. Die Premiere des Films in London wurde jedoch fast ein Jahr hinausgezögert. Währenddessen konnte Morley auch am Broadway in New York mit dem Stück einen Erfolg verbuchen. In Deutschland wurde der Film erstmals am 18. August 1982 im Fernsehen gezeigt.

## Kritiken
Das Lexikon des internationalen Films bezeichnete Edward, mein Sohn als „Familiendrama, das unter Larmoyanz und einem Übermaß an tragischen Effekten leidet“. Der Film sei jedoch „[s]chauspielerisch ansehnlich“.
Romano Tozzi meinte in seinem Buch Spencer Tracy. Seine Filme – sein Leben, dass der Film ein „grober Patzer“ in Tracys Karriere sei, und sprach von einem „schwülstigen Drama“. Verglichen mit Morleys Bühnenstück und seiner Darbietung am Broadway kämen der Film und Tracy „nicht allzu gut“ weg. Lediglich Deborah Kerr habe „das Debakel [überstanden]“.

## Auszeichnungen
Deborah Kerr erhielt 1949 für Edward, mein Sohn ihre erste Oscar-Nominierung als Beste Hauptdarstellerin. Den Oscar erhielt jedoch Olivia de Havilland für Die Erbin. Kerr war außerdem für den Golden Globe nominiert.